# Gare de Kotesashi
La gare de Kotesashi (小手指駅, Kotesashi-eki) est une gare ferroviaire de la ville de Tokorozawa, dans la préfecture de Saitama au Japon. Elle est exploitée par la compagnie Seibu.

## Situation ferroviaire
La gare de Kotesashi est située au point kilométrique (PK) 29,4 de la ligne Seibu Ikebukuro.

## Histoire
La gare a été inaugurée le 20 novembre 1970.

## Services aux voyageurs

### Accès et accueil
La gare dispose d'un bâtiment voyageurs, avec guichet, ouvert tous les jours.

### Desserte
- Ligne Seibu Ikebukuro :
  - voie 1 : direction Tokorozawa, Nerima (interconnexion avec la ligne Seibu Yūrakuchō pour Kotake-Mukaihara, Shibuya ou Shin-Kiba) et Ikebukuro
  - voie 2 : direction Hannō et Seibu-Chichibu